# Marcatura elettrolitica
La marcatura elettrolitica è un processo utilizzato per scrivere in modo indelebile sui metalli. Si possono potenzialmente marcare tutti i materiali in grado di condurre elettricità, come ad esempio l'acciaio, l'acciaio inossidabile, il ferro, la ghisa, il titanio ecc.

## Elementi essenziali
La marcatura elettrolitica necessita di tre elementi fondamentali: lo stencil, il liquido elettrolitico e la corrente elettrica.

### Stencil
È la matrice sulla quale si incide ciò che dev'essere riportato sul pezzo da marcare (es. loghi, scritte alfanumeriche ecc.). Ne esistono di vari tipi e si distinguono in base al supporto e al metodo con cui vengono incisi.

#### Plastica
Supporto plastico molto sottile (circa 75 micron). Le scritte vengono asportate in modo meccanico utilizzando un'apposita macchina chiamata pantografo.

#### Fotoinciso
Chiamato anche serigrafato. Il supporto è costituito da una tela composta da diverse maglie, su cui si applica un composto gelatinoso. Successivamente tale composto viene asportato in corrispondenza delle scritte.

#### Carta
Pellicola di carta verniciata (solitamente blu, ma anche verde) sostenuta da un supporto di cartone. Può essere inciso attraverso una stampante ad aghi oppure una macchina da scrivere.

#### Cartuccia
Pellicola di tessuto non tessuto polimerizzato da incidere con stampanti a trasferimento termico.

### Liquido elettrolitico
Sostanza attraverso la quale avviene il passaggio di corrente. Ne esistono di vari tipi, ma si distinguono fondamentalmente per la presenza o assenza di componenti acide. La differenza tra i due tipi di liquido sta nel fatto che il liquido contenente acido dev'essere neutralizzato, mentre quello senza acido non necessita di tale trattamento.

### Corrente
Per ottenere una marcatura elettrolitica ci dev'essere un passaggio di corrente tra il pezzo da marcare, lo stencil e il liquido elettrolitico.

## Marcatrici elettrolitiche
Apparecchi utilizzati per permettere il passaggio di corrente e mettere in contatto il pezzo, lo stencil e il liquido.

## Campi di applicazione
Industria automotive (cuscinetti a sfera, valvole motore), meccanica di precisione (stampi, ingranaggi, lame), industria aeronautica, industria medicale (centimetratura delle cannule) ecc.

## Vantaggi
La marcatura elettrolitica è indelebile, economica e non crea rifollamento.

## Svantaggi
Non possono essere marcati i materiali che non conducono corrente.